# Бернациці (Великопольське воєводство)
Бернациці (пол. Biernacice) — село в Польщі, у гміні Серошевиці Островського повіту Великопольського воєводства.
Населення — 115 осіб (2011).

## Демографія
Демографічна структура станом на 31 березня 2011 року:
|          | Загалом | Допрацездатний вік | Працездатний вік | Постпрацездатний вік |
| -------- | ------- | ------------------ | ---------------- | -------------------- |
| Чоловіки | 57      | 11                 | 35               | 11                   |
| Жінки    | 58      | 10                 | 36               | 12                   |
| Разом    | 115     | 21                 | 71               | 23                   |